# Паскалий III (антипапа)
Паскалий III (на латински: Paschalis Tertius; Paschalis III; на италиански: Pasquale III; * Крема, Ломбардия; † 20 септември 1168, Рим), роден като Гвидо да Крема (на италиански: Guido da Crema), е от 22 април 1164 г. до смъртта си антипапа към Александър III.

## Духовна кариера
Гвидо да Крема е от 1150 г. кардинал и през 1164 г., след смъртта на императорския антипапа Виктор IV Октавиан, по иниацитивата на канцлер Райналд фон Дасел, е избран от император Фридрих I Барбароса за папа на събор във Вюрцбург.
Той канонизира за Светия Карл Велики през 1165 г. и коронова императора през 1167 г.